# Stellan Nilsson
Stellan Herbert Nilsson (ur. 28 maja 1922 w Lund, zm. 27 maja 2003 w Malmö) – szwedzki piłkarz, napastnik. Brązowy medalista MŚ 1950.
W pierwszej lidze debiutował w 1943 w Malmö FF. Trzykrotnie zostawał mistrzem Szwecji (1944, 1949, 1950), tyle samo razy sięgał po krajowy puchar. W 1951 – po udanych dla Szwedów mistrzostwach świata w Brazylii – wyjechał do Włoch. Podpisał kontrakt z Genoą. Grał także we Francji (Angers SCO). W reprezentacji Szwecji zagrał 17 razy. Podczas finałów zagrał w dwóch meczach. Znajdował się w kadrze złotych medalistów igrzysk w Londynie w 1948, choć nie wystąpił tam w żadnym meczu.